# Nurlan Abdykalykow
Nurlan Abdykalykow (russisch Нурлан Абдыкалыков; * 17. August 1965 in Kotschkor, Kirgisische SSR, Sowjetunion; † 1988 in Moskau, Russische SSR, Sowjetunion) war ein sowjetisch-kirgisischer Boxer und Bronzemedaillengewinner der Europameisterschaften 1985.

## Werdegang
Nurlan Abdykalykow wurde im kirgisischen Kotschkor geboren und wuchs ohne Vater auf. Er begann mit dem Boxsport im Pionierlager Artek. Zurück in der kirgisischen SSR gewann er im Nachwuchsbereich alle Wettkämpfe auf Bezirks- und Republiksebene. Deswegen qualifizierte er sich im Jahr 1982 zu den Sowjetischen Jugendmeisterschaften in Chișinău. Diese gewann auch Abdykalykow im Leichtgewicht. Daraufhin folgte schon die Berufung in die Sowjetische Nachwuchs-Nationalmannschaft. Seinen Internationalen Einstand gelang ihm im Dezember desselben Jahres beim Internationalen Turnier in Tiflis. Ein Jahr später verlor er überraschend bei den sowjetischen Junioren-Meisterschaften in seiner Heimat in Kirgisistan in der Hauptstadt Frunse. Trotzdem zeigte Abdykalykow sehr gute Leistungen und wurde zu den Junioren-Weltmeisterschaften in die Dominikanische Republik nominiert. Aufgrund von Sicherheitsproblemen nahmen die sowjetischen Junioren an der WM nicht teil. Als Vorbereitung darauf nahm die sowjetische Nationalmannschaft am renommierten Internationalen Elite Turnier Giraldo-Cordova-Cardin teil, an der die gesamte kubanische Spitze mitmischt. Abdukalykow sorgte dort für eine große Überraschung und sicherte sich mit erst 17 Jahren die Bronzemedaille neben dem 2-fachen Olympiasieger Angel Herrera und hinter Weltcup-Sieger Ramon Goire. Als Ersatz für die verpasste Weltmeisterschaft starteten die sowjetischen Talente dafür bei den Internationalen Junioren-Meisterschaften der Ostblock-Staaten in Galați. Dort kämpfte er sich ins Finale und verlor gegen den Bulgarischen Junioren-Europameister Christo Furnigow (2:3). Im gleichen Jahr startete er auch zum ersten Mal in der Deutschen Demokratischen Republik beim Internationalen Schweriner Turnier und siegte dort in der Kategorie bis 60 kg. Ebenfalls bekam er dort einen Ehrenpreis für einer der drei technisch besten Boxer.
Im Erwachsenenbereich startete er für die Vereine Burewestnik Frunse und ZSKA Moskau. Das erste Mal startete er beim Länderkampf der Sowjetunion gegen die USA in Donezk. Hier besiegte er den späteren Profi-Weltmeister Zack Padilla nach Punkten.
Seinen größten nationalen Erfolg holte Abdykalykow sich im Jahr 1984, als er in Taschkent sich den sowjetischen Meistertitel holte im Erwachsenenbereich. Auf dem Weg zum Sieg bezwang er im Halbfinale unter anderem den olympischen Silbermedaillengewinner Wiktor Demjanenko vorzeitig. Als sowjetischer Meister bekam er das Recht zugesprochen, sein Land bei den Olympischen Sommerspielen in Los Angeles zu vertreten, die aber von den Staaten des Ostblocks boykottiert worden sind. So startete er bei den Wettkämpfen der Freundschaft in Havanna auf Kuba. Diese Spiele diente als Alternative zu den Spielen von Los Angeles. Dort traf er im Viertelfinale auf den zweifachen Weltmeister und Montrealer sowie Moskauer Olympiasieger Ángel Herrera aus Kuba. Der erst 19-jährige Abdykalykow verlor knapp mit 1:4 Punkten. Im gleichen Jahr siegte Abdykalykow auch beim bekannten TSC-Turnier in Ost-Berlin. Im Finale bezwang er knapp Frank Rauschning (3:2). Dort bekam er wie bei seinem ersten Einstand in der DDR auch einen Ehrenpreis für den besten Boxer.
Das Jahr 1985 begann im Januar für Abdykalykow auch sehr erfolgreich, wie im Jahr 1984 siegte er beim Länderkampf gegen die USA. Diesmal wurden die beiden Kämpfen in Reno und in Buffalo ausgetragen. Abdykalykow siegte in beiden Vergleichen gegen Victor Levine vorzeitig und Obie Beard nach Punkten. Auch im Februar bei der EM-Qualifikation in Leninabad festigte Abdykalykow seinen Platz als erster Mann in der Leichtgewichtsklasse bis 60 kg. Im Mai bei den Boxeuropameisterschaften in Budapest fertigte er im Achtelfinale Freddy Tencer und Dariusz Kosedowski jeweils mit 5:0 ab. Im Halbfinale traf er auf den DDR-Boxer vom ASK Vorwärts Frankfurt/Oder Torsten Koch. Abdykalykow verlor gegen Koch einstimmig nach Punkten. Er belegte somit den dritten Platz und erhielt dafür die Bronzemedaille. Im September verliefen die sowjetischen Titelkämpfen in Jerewan für Abdykalykow noch besser. Er kletterte eine Gewichtsklasse höher ins Halbweltergewicht bis 63,5 kg. In seinen ersten vier Kämpfen bis zum Finale siegte er gegen Spitzenboxer wie den kasachischen Junioren-Europameister und Spartakiadesieger Erik Chakimow und den späteren und letzten sowjetischen Olympiasieger Wjatschaslau Janouski. Nach dem Halbfinale brach Abdykalykow jedoch in der Kabine zusammen und konnte nicht im Finale gegen den dreifachen Europameister und Weltmeister Wassili Schischow antreten. Ein Jahr später konnte er noch die Meisterschaft der kirgisischen Sowjetrepublik gewinnen, doch nach dem Zusammenbruch in Jerewan nie mehr an seine Form anknüpfen.
Abdykalykow starb überraschend aus unbekannten Gründen im Jahr 1988 in Moskau.